# Cerithiella astrolabiensis
Cerithiella astrolabiensis là một loài ốc biển rất nhỏ, là động vật thân mềm chân bụng sống ở biển trong họ Cerithiopsidae. Nó được Watson mô tả năm 1880.